# Maximiliaan August Schwartz
Maximiliaan August (Max) Schwartz (Doetinchem, 4 april 1884 – Nijmegen, 23 december 1973) was een Nederlands classicus, wiens vertalingen van grote Griekse en Latijnse auteurs herdrukken beleefden tot lang na zijn dood. In getrouwe, ritmische prozavertalingen bezorgde hij Homerus en Vergilius, naast Plato, Thucydides en Apuleius.

## Leven
Schwartz was een telg uit het geslacht Schwartz en zoon van de rector van het Doetinchems gymnasium dr. Carl Gottlieb Philipp Schwartz (1848-1909), die in Berlijn was geboren, en diens eerste echtgenote Johanna Amelia Hora Siccama (1844-1884), telg uit het adellijke geslacht Siccama. Tijdens het rectoraat van zijn vader was de dichter Johan Andreas dèr Mouw (1863-1919) daar docent, en er ontstond een conflict tussen Dèr Mouw en vader Schwartz, de zogenaamde Doetinchemse gymnasiumkwestie die landelijk aandacht trok. In 1941 zou Schwartz over zijn docent Dèr Mouw publiceren.
Schwartz trouwde in 1911 met Florence Adrienne Telders (1889-1948), telg uit het geslacht Telders en dochter van prof. ir. Jean Marie Telders (1843-1900). Uit dit huwelijk werden twee dochters geboren, onder wie Johanna Amelia Schwartz (1913-2000) die trouwde met architect Frants Edvard Röntgen (1904-1980), zoon van componist Julius Röntgen (1855-1932).
Na zijn studie aan de Rijksuniversiteit Leiden was Schwartz enige jaren leraar aan achtereenvolgens het latere Barlaeus Gymnasium in Amsterdam, het Stedelijk Gymnasium Leeuwarden en het Stedelijk Gymnasium Leiden. In 1917 promoveerde hij cum laude. In 1919 werd hij rector van het Gymnasium in Assen en vanaf 1926 aan het Stedelijk Gymnasium Nijmegen. Na zijn pensionering in 1949 gaf hij nog tot 1963 les aan de Stichting voor Gymnasiaal en Middelbaar Onderwijs te Ede, later het Marnix College. Ook doceerde hij als 78-jarige een jaar aan de Katholieke Universiteit Nijmegen. Zijn vertalingen verschenen na zijn pensionering en werden herdrukt, het meest recent in 2016. Schwartz was muzikaal aangelegd en grotendeels autodidact op de piano.

## Publicaties (selectie)

### Eigen werk
- 'Dèr Mouw - Adwaita', in: Algemeen Nederlands tijdschrift voor wijsbegeerte en psychologie 34 (1940-1941), p. 86-92.
- Van de hak op de tak. Herinneringen. [S.l., 1996].

### Vertalingen
- Homerus, Odyssee, 1951
- Barnsteen. Een bundel verhalen uit de klassieke Oudheid, 1953
- Homerus, Ilias, 1956
- Vergilius, Aeneis, 1959
- Plato, Dialogen, 1960
- Thucydides, De Peloponnesische Oorlog, 1964
- Plato, Sokrates spreekt met Phaidros, Protagoras, Ion, 1968
- Apuleius, De gouden ezel. Metamorphosen, 1970

## Voetnoten
1. ↑  Zie over deze kwestie met name hoofdstuk 6 in Custers (2018). Centraal in deze kwestie stond het geven van eindexamenopgaven aan leerlingen voordat zij hun examen aflegden, ook door rector Schwartz; dit betrof onder anderen de protegé van Dèr Mouw Hendrik Jan Bulten, de latere burgemeester van Blokzijl. Daarbij kwam dat Dèr Mouw verliefd was geraakt op zoon Max Schwartz, wat de rector aanleiding gaf een negatief beeld te creëren van Dèr Mouw.

- Biografisch Portaal: 09030887
- Digitale Bibliotheek voor de Nederlandse Letteren: schw015
- International Standard Name Identifier: 0000 0003 9772 6352
- Library of Congress Control Number: no2006051152
- Nationale Bibliotheek van Israël: 987007448932705171
- Nederlandse Thesaurus van Auteursnamen: 074931849
- Virtual International Authority File: 47884216
- WorldCat: E39PBJj8ThTxgcvmGpKTvv46rq